# Sternbergia
Genre
Classification phylogénétique
Sternbergia est un genre de plantes monocotylédones à bulbes vivaces, comprenant neuf espèces, assez semblables aux Crocus et souvent confondues avec eux. Il appartient à la famille des Liliaceae selon la classification classique. La classification phylogénétique le place dans la famille des Amaryllidaceae. Toutes les espèces du genre jouissent d'une protection internationale contre le transport et le commerce (inscription à la convention CITES).
Le nom du genre renvoie au comte Kaspar Maria von Sternberg (1761-1838), paléontologue et botaniste tchèque, fondateur du Musée national de Bohême à Prague.

## Liste des espèces
Plusieurs espèces fleurissent en automne et d'autres au printemps. Elles sont toutes à fleurs jaunes, sauf Sternbergia candida, qui est à fleur blanche.

### Espèces à floraison automnale
- Sternbergia lutea (L.) Ker Gawl. ex Spreng. - Appelée parfois « vendangeuse » . Bassin méditerranéen et Asie Mineure ; naturalisée en France continentale. Les fleurs apparaissent avec ou après les feuilles. Cette espèce a 2 sous-espèces :
  - Sternbergia lutea subsp. lutea
  - Sternbergia lutea subsp. sicula (Tineo ex Guss.) D.A.Webb – Italie, Sicile, Grèce, Turquie
- Sternbergia greuteriana Kamari & R.Artelari – Iles grecques
- Sternbergia pulchella Boiss. & Blanche – Asie Mineure
- Sternbergia schubertii Schenk - Turquie
- Sternbergia clusiana (Ker Gawl.) Ker Gawl. ex Spreng. - espèce des steppes d'Asie Mineure ; plus grande fleur apparaissant avant les feuilles. Ce serait le « Lis des Champs » de l'évangile.
- Sternbergia colchiciflora Waldst. & Kit. – Bassin méditerranéen, Balkans et Asie Mineure - très rare en France ; à petite fleur à tépales très étroits apparaissant au niveau du sol. Cette espèce est parfois cléistogame. Cette espèce a 2 variétés :
  - Sternbergia colchiciflora var. alexandrae (Sosn.) Artjush. – Caucase et Transcaucasie
  - Sternbergia colchiciflora var. colchiciflora

### Espèces à floraison printanière
- Sternbergia vernalis (Mill.) Gorer & J.H.Harv. (Syn. Sternbergia fischeriana (Herb.) Rupr.) - Asie Mineure ; semblable à Sternbergia lutea, hormis la période de floraison
- Sternbergia candida B.Mathew & T.Baytop - endémique rare du sud de la Turquie. La seule espèce à fleur blanche.

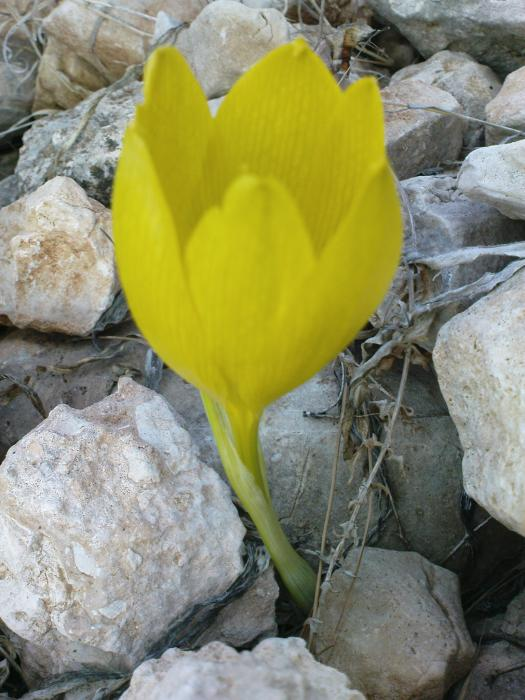
Sternbergia clusiana
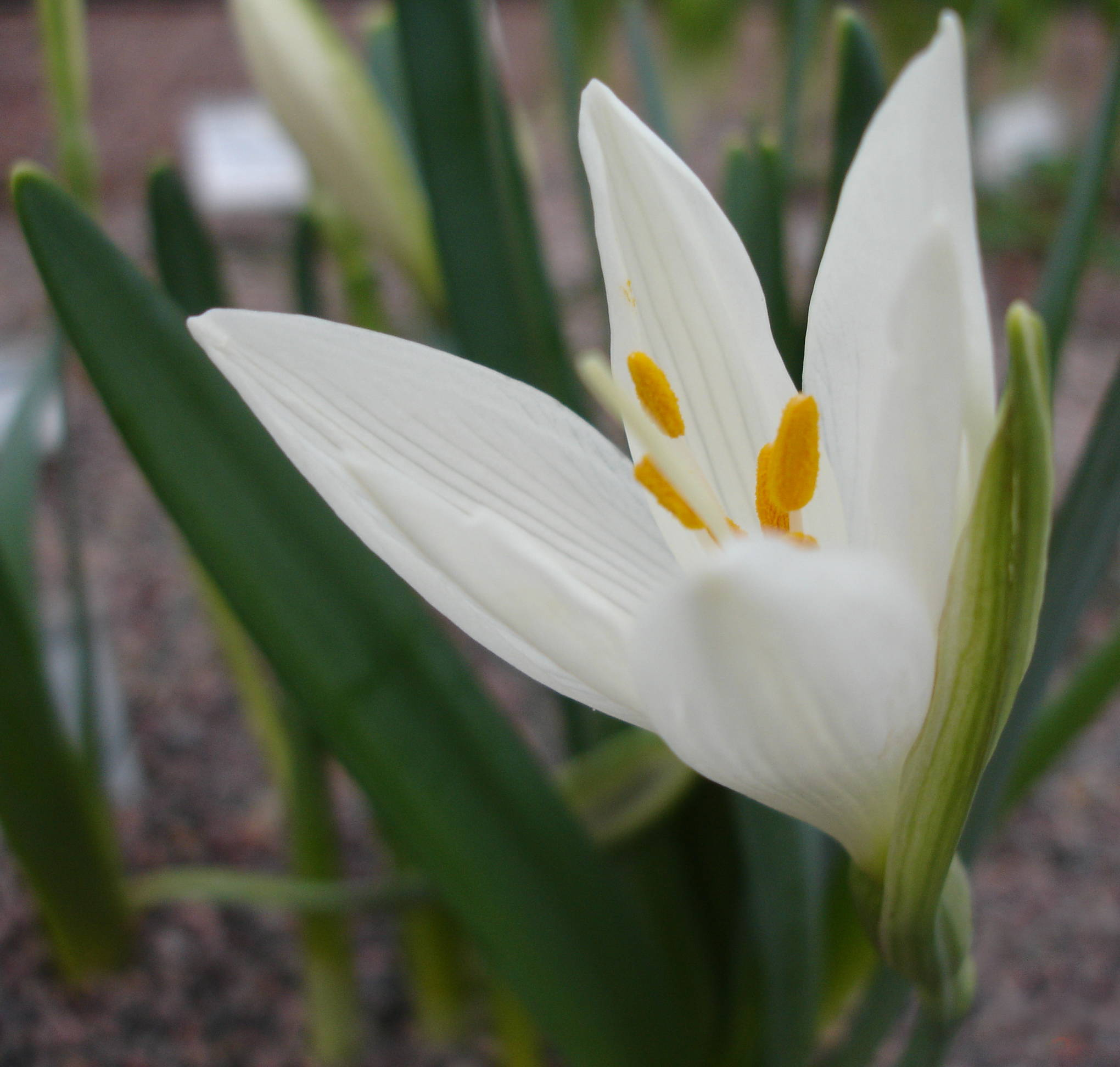
Sternbergia candida

### Autre espèce
Une nouvelle espèce a été décrite en 2001 :
- Sternbergia minoica Ravenna - Grèce

## Culture
Sternbergia lutea, appelée « vendangeuse » est la seule espèce fréquemment cultivée dans nos régions. Les autres espèces, originaires de régions plus chaudes voire arides, y sont peu florifères.

## Sources
- John E Bryan, Bulbs (revised edition), Timber press, 2002 –  (ISBN 0-88192-529-2)